# Sepedonella wittei
Sepedonella wittei är en tvåvingeart som beskrevs av Verbeke 1950. Sepedonella wittei ingår i släktet Sepedonella och familjen kärrflugor.
Artens utbredningsområde är Kongo. Inga underarter finns listade i Catalogue of Life.